# Pinctada radiata

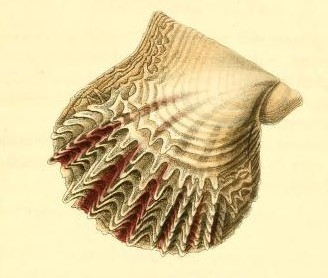
Pinctada radiata, Holotyp (aus Leach, 1814)

Pinctada radiata, (bisher) wenig gebräuchlich deutsche Trivialname Gestreifte Perlmuschel, ist eine Muschel-Art aus der Familie der Margaritidae in der Ordnung Ostreida. Die Art kommt im Indopazifik einschließlich des Roten Meeres vor. Im Mittelmeer ist die Art ein Neozoon durch Lessepssche Einwanderung durch den Suezkanal und auch durch anthropogene Ansiedlung für die Perlenzucht.

## Merkmale
Das ungleichklappige, stark abgeflachte Gehäuse wird bis 106 mm lang, bleibt aber mit 50 bis 65 mm meist deutlich kleiner. Die linke Klappe ist mäßig konvex gewölbt, die rechte Klappe ist dagegen flach oder nur schwach konvex gewölbt. Das Gehäuse ist im Umriss meist annähernd quadratisch, oft aber auch etwas höher als lang. Es ist stark ungleichseitig, die Wirbel stehen nahe dem Vorderende des Gehäuses.
Der Dorsalrand ist nahezu gerade mit zwei charakteristischen Vorsprüngen (Ohren), einem größeren, dreieckigen Vorsprung am Hinterende und einem kleineren Vorsprung am Vorderende. Der Dorsalrand kann die maximale Gehäuselänge erreichen oder sogar geringfügig länger sein als der Gehäusekörper. Der Hinterrand ist leicht konkav gewölbt. Er geht in den gerundeten Ventralrand über. Vorderrand und Ventralrand sind gewölbt; eine deutliche Unterbrechung zwischen Ventral- und Vorderrand ist nicht zu erkennen. Die rechte Klappe weist unter dem vorderen Ohr einen Byssuseinschnitt auf.
Das Ligament besteht aus einer dreieckigen Grube. Die Schlossplatte ist gerade; es sind keine Zähne vorhanden.
Die Schale ist vergleichsweise dünn und zerbrechlich. Die Ornamentierung besteht aus konzentrischen Lamellen, oft mit radialen Reihen von aufgesetzten Dornen. Besonders die Klappenränder weisen überstehende Dornen auf. Die Klappen sind außen bräunlich mit rötlichen Tönen, innen perlmuttrig mit einem schmalen nicht perlmuttrigen, äußeren Rand. Das Periostrakum ist in adulten Exemplaren meist nicht mehr vorhanden.

## Unterschiede
Die Gehäuse der Großen Seeperlmuschel (Pinctada margaritifera) sind deutlich größer, die Schale ist dicker, und das Gehäuse damit schwerer. Die Ornamentierung unterscheidet sich deutlich, Dornen in Pinctada radiata, radiale Rücken und konzentrische Elemente bei der Großen Seeperlmuschel.

## Geographische Verbreitung und Lebensweise
Die Art ist im Indopazifik weit verbreitet, ursprünglich auch im Roten Meer. Mit dem Bau des Suezkanal (Eröffnung: 1869) wanderte die Art auch in das Mittelmeer ein (Lessepssche Einwanderung). Bereits 1878 wurde die Art bei Alexandria (Ägypten) nachgewiesen. Heute ist die Art von etwa Tunesien und der Adria im Westen im gesamten östlichen Mittelmeer anzutreffen. Auch an den Küsten von Malta wurde sie schon gefunden. In Griechenland wurde die Art auch anthropogen zur Perlenzucht angesiedelt. Die Perlen sind jedoch von minderer Qualität. Die Zucht wurde überall wieder aufgegeben.
Die Tiere leben mit Byssus angeheftet an, auf und unter Hartsubstraten wie Steinen, Spalten in Felsen, Kalkalgen und Korallen von sehr flachem Wasser bis in etwa 80 Meter Wassertiefe. Die Tiere sind epifaunale Suspensionsfiltrierer.

## Fortpflanzung
Die Tiere sind protandrische Hermaphroditen, d. h. sie sind zunächst Männchen, die ab 32 bis 57 mm Gehäusegröße das Geschlecht wechseln und zu Weibchen werden. Zu einem geringen Prozentsatz wurden echte Zwitter beobachtet, also zweigeschlechtliche Tiere. Die Reifung der Geschlechtsorgane wird durch die Temperatur gesteuert.

## Taxonomie
Die Art wurde 1814 von William Elford Leach unter dem Binomen Avicula radiata erstmals beschrieben. MolluscaBase akzeptiert das Taxon als gültig. MolluscaBase listet Meleagrina savignyi Monterosato, 1884, als ein Synonym. Der CIESM-Atlas nennt auch Meleagrina conomenosi Monterosato, 1884 als ein jüngeres Synonym von Pinctada radiata.